# Gabriela Rivero
Gabriela Rivero Abaroa, más conocida como Gaby Rivero (Ciudad de México, 15 de septiembre de 1964), es una actriz y cantante mexicana. Muy recordada como la maestra Ximena Fernández, de las telenovelas Carrusel y Carrusel de las Américas.

## Biografía
Es hija de María de Lourdes Abaroa y Mario Rivero. Comenzó su carrera como modelo y bailarina, concursando en el espectáculo Fiebre del dos en donde obtuvo un segundo lugar en su primera participación y un primer lugar en su segunda participación. Después fue la imagen de Televisa en los comerciales del canal, donde se dio a conocer un poco más, gracias a esto en 1984 condujo el programa juvenil XE-TU al lado de René Casados, también es invitada al programa La hora del gane. Después incursiona en el mundo de las telenovelas iniciando con El camino secreto en 1986, continuando en 1989 con Carrusel, en donde se ganó el reconocimiento del público con su personaje de la muy entrañable maestra Ximena.
También trabajaba en teatro, haciendo varias obras como Don Juan Tenorio, obra de Gonzalo Vega propuesta anualmente, La Cenicienta, El mago de oz y Carrusel Mágico donde compartió escena con los mismos actores de la telenovela.
En 1991 protagonizó Al filo de la muerte a lado de Humberto Zurita. después vuelve a ser la entrañable maestra Ximena, en 1992 en la telenovela Carrusel de las Américas. 
Inicia a cantar para niños en un grupo creado con el nombre de El club de Gaby y grabando el disco infantil Imaginación y después de estrena como conductora del programa El club de Gaby en 1993, donde se da a conocer más entre los niños y ahí canta sus canciones. Luego publicó su segundo disco infantil El club de Gaby. Al rescate discos con los cuales obtiene gran éxito.
En 1994, participó en la película Una maestra con ángel a lado de Gonzalo Vega, película con gran éxito grabada en Hidalgo y Michoacán.
Participó en el programa Despierta América en Miami, su lugar de residencia desde hace varios años, tras haberse casado con el fotógrafo Francisco Luis Ricote el 12 de junio de 1993 y con el cual mantiene una relación actualmente, de la relación tiene tres hijas: Gala, Lara y Maya.
En 1997 protagonizó Sin ti de Angelli Nesma y compartió créditos con René Strickler y tras diez años después regresa a las telenovelas mexicanas en la telenovela de época Pasión de Carla Estrada.
En 2009 conduce el programa Necesito una amiga, al lado de Mimi Lazo, en donde resuelven casos de gente que manda sus cartas solicitando la ayuda de una amiga, muy recordada la frase compuesta por las dos en donde decían que si usted necesitaba una amiga, "aquí tiene dos". programa emitido por Univisión.
En 2012 encarna su primer personaje de villana en la telenovela Corazón apasionado a lado de Susana Dosamantes. Ese mismo año graba la telenovela El rostro de la venganza junto a Marlene Favela.
Después vuelve a la televisión mexicana, en 2013 participando en la telenovela Lo que la vida me robó junto a Daniela Castro, Angelique Boyer, Sebastián Rulli y Luis Roberto Guzmán.
En 2016 participa en la bioserie Por siempre Joan Sebastian, en 2019 en la bioserie Silvia, frente a ti compartiendo créditos junto a Itatí Cantoral. En esta producción interpreta a "La Gorda" Gascón, una de las mejores amigas de la diva del cine mexicano Silvia Pinal.
En 2021 interpreta a Brenda de Mascaró en la telenovela Vencer el pasado.
En 2022 interpreta a Rosaura en la telenovela Amor dividido, junto a Gabriel Soto y Eva Cedeño.

## Filmografía

### Telenovelas
- El ángel de Aurora (2024) - Victoria Bonilla Mercado de Santos
- Amor dividido (2022) - Rosaura Sánchez Robles
- Vencer el pasado (2021) - Brenda Zermeño Carranza de Mascaró[1]
- Lo que la vida me robó (2013-2014) - Carlota Mendoza San Román de Basurto
- El rostro de la venganza (2012-2013) - Laura Cruz
- Corazón apasionado (2012) - Teresa Rivas Vda. de Gómez
- Pasión (2007-2008) - Fortunata Mendoza
- Corazones al límite (2004) - Sonia Castro
- Sin ti (1997-1998) - Sagrario Molina de Luján / Sagrario Molina de Ysaguirre
- Carrusel de las Américas (1992) - Maestra Ximena Fernández
- Al filo de la muerte  (1991-1992) - Mariela Foret / Tracy Guzmán
- Carrusel (1989-1990) - Maestra Ximena Fernández
- El camino secreto (1986-1987) - Julieta Guillén (Elena Guzmán Saldivar)

### Series
- El doctor del pueblo (2023) como Estela[2]
- Silvia, frente a ti (2019) como Sonia "La Gorda" Gascón
- La fuerza de creer (2019) como Berenice
- Nosotros los guapos (2018) como la maestra Ximena
- Por siempre Joan Sebastian (2016) como Simona
- Como dice el dicho (2016) como Marcela[3]
- Mujer, casos de la vida real (episodio "La custodia") (2003)
- Mujer, casos de la vida real (episodio "Nuestra vida") (1987)

### Programas unitarios
- La escuelita Telehit (estrella invitada con su personaje de la maestra Ximena) (2020)
- Noches con Platanito (estrella invitada) (2013)
- Necesito una amiga (conducción al lado de Mimi Lazo) (2009)
- Guerra de Chistes (estrella invitada) (2008)
- Muévete (estrella invitada homenaje a Florinda Meza) (2007)
- Muévete (estrella invitada reencuentro Carrusel) (2006)
- Despierta América (conductora) (2004)
- Tere, Emociones y sentimientos (reencuentro Carrusel) (1999)
- Premios TVyNovelas (conducción al lado de René Strickler y Roberto Vander) (1998)
- El club de Gaby (conductora) (abril de 1993-diciembre de 1994)
- La hora del gane (1987)
- XE-TU (conductora) (1984)
- Fiebre del 2 (concursante) (1978)

### Programas de telerrealidad
- Mi sueño es bailar (2013) - Participante
- MasterChef Celebrity (2025) - Participante

### Teatro
- Made in México - Maricela (2015)
- Cuarto 11 Piso 3 -
- Las quiero a las dos - Julia
- El carrusel mágico (1989) - Maestra Ximena
- Don Juan Tenorio (1989) - Doña Inés
- Cenicienta (1988) - cenicienta
- El mago de OZ - Dorothy

### Películas
- Una maestra con Ángel (1994) - Andrea Miranda

## Premios y nominaciones

### Premios TVyNovelas
| Año  | Categoría                   | Programa/telenovela | Resultado |
| ---- | --------------------------- | ------------------- | --------- |
| 1987 | Mejor revelación femenina   | El camino secreto   | Ganadora  |
| 1986 | Mejor conductora revelación | XE-TU               | Nominada  |

## Discografía
- Carrusel
- El club de Gaby, Imaginación

1. Imaginación
2. El Club de Gaby
3. Yo Soy un Taco
4. Sopa de Letras
5. Hola
6. Cuento: "Jaimito y su Colmillo de Marfil"
7. Don Paco Muelas
8. Leer un Libro
9. Mi Amigo el Dinosaurio
10. Cuento: "Estrellina"
11. Me Gusto Así
12. En Medio de los Sueños
13. Imaginación

- El club de Gaby, Al rescate

1. Obertura [Medley Del Álbum "La Imaginación"]
2. Jazz De Las Horas
3. Un Bello Lugar
4. Volar
5. Cuento Monarca: "La Mariposa"
6. Hip Hop De Los Colores
7. Cuento: "Abelina, La Abejita Bailarina"
8. El Zumbidito
9. Zoo (City Zoo)
10. Al Rescate
11. Los Planetas
12. Por Siempre (Canción De Gala)
13. El Club De Gaby

- Ellas cantan a Cricri

1. El Ratón Vaquero ... Onda Vaselina (Ellas)
2. Llueve ... Mariana Garza
3. Di Por Que ... Bibi Gaytan
4. Caminito de la Escuela ... Kabah (Ellas)
5. El Ropavejero ... Alejandra Guzmán
6. La Cacería ... Alix
7. La Maquinita ... Aracely Arambula
8. Baile de los Munecos ... Anahi
9. El Teléfono ... Lissette
10. El Perrito ... Gaby Rivero
11. La Patita ... Angélica Vale
12. Ratoncitos Paseadores ... Ivette e Ivonne
13. Canción de Las Brujas ... Calo (Ellas)